# 猫の恩返し (落語)
猫の恩返し（ねこのおんがえし）は、落語の演目の一つ。

## 概要
回向院の猫塚（現存）の由来に関した噺で、藤岡屋由蔵の『藤岡屋日記』に原話がある。
現在は演じ手は少ない。音源は、5代目古今亭志ん生の晩年のものが残っている。

## プロット
江戸の八丁堀に住んでいる棒手振りの金さんが、大晦日に友達のつき合いで博奕に手を出し、仕入れ用の金三両を取られてしまった。正月二日の初商売に買い出しにいけなくなった金さんは、可愛がっているコマという猫を相手にヤケ酒を飲みはじめる。そして酔ったあげく三両の金を取られたいきさつをコマに話し「猫に小判てえことがあるから、どっかへいって三両の金を都合してこいやい」と無理なことをいいながら寝てしまった。
あくる元日の朝、目を覚まして枕許を見ると小判が三枚置いてある。喜んで飛び起きた金さんは朝湯の帰りに酒を買ってきて飲みはじめた。「コマよ、お前が三両持ってきてくれたのか。ありがとよ」といっているうちはよかったが、そのうちに酔いが回ると冗談のつもりで「どうせ持ってくるんなら三両なんていわねえで、もっとくわえてこいやい」といってしまう。
翌日の正月二日、金さんは仕入れた品を掘留の戌亥という大店に持っていった。ところが、正月にしては様子が変だった。番頭に訊いてみると、大晦日の日に小判が三枚なくなったらしい。元日の夜中、ガタガタと音がするので飛んでいったら、大きな猫が用箪笥の鐶（金属製の引き手）を口にくわえ、一生懸命開けようとしている最中だった。「さてはあの三両もこの猫が盗りやがったんだ」と、店の若い者が手に手に棒を持って追いつめた末、その猫を殺してしまったという。
金さんが猫の死骸を見せてもらうと、可愛がっていたコマの哀れな姿であった。「勘弁してくれ」と泣きくずれる金さんから事情を聞いた戌亥の主人は、コマに大いに感心して、「これで回向院に葬っておやり」と五両の金を金さんにわたした。そのコマのお墓は鼠小僧の隣に建てられたという。それからの金さんは酒も博奕もやめて一生懸命仕事に精を出すようになった。やがて大きな店をかまえたが、その店のことを誰いうとなく「猫金、猫金」と呼ぶようになって繁昌し、明治まで続いたとのこと。